# Maya Yoshida
Maya Yoshida (吉田 麻也 Yoshida Maya?, Nagasaki, Nagasaki, 24 de agosto de 1988) es un futbolista japonés que juega como defensor en Los Angeles Galaxy de la Major League Soccer.

## Selección nacional

### Selección sub-23
En julio de 2012 fue incluido en la lista de 18 jugadores que representaron a Japón en el Torneo de Fútbol Masculino de los Juegos Olímpicos de Londres 2012.

### Selección absoluta
El 12 de mayo de 2014, Yoshida fue incluido por el entrenador Alberto Zaccheroni en la lista final de 23 jugadores que representarán a Japón en la Copa Mundial de Fútbol de 2014 en Brasil.
El 31 de mayo de 2018 el seleccionador Akira Nishino lo incluyó en la lista de 23 para el Mundial.

### Participaciones en Copas del Mundo
| Mundial                        | Sede   | Resultado        |
| ------------------------------ | ------ | ---------------- |
| Copa Mundial de Fútbol de 2014 | Brasil | Primera fase     |
| Copa Mundial de Fútbol de 2018 | Rusia  | Octavos de final |
| Copa Mundial de Fútbol de 2022 | Catar  | Octavos de final |

## Clubes
| Club                     | País           | Año       | Partidos | Goles |
| ------------------------ | -------------- | --------- | -------- | ----- |
| Nagoya Grampus           | Japón          | 2007-2009 | 101      | 11    |
| VVV-Venlo                | Países Bajos   | 2010-2012 | 63       | 5     |
| Southampton F. C.        | Inglaterra     | 2012-2020 | 193      | 9     |
| U. C. Sampdoria (cedido) | Italia         | 2020      | 14       | 0     |
| U. C. Sampdoria          | Italia         | 2020-2022 | 58       | 3     |
| F. C. Schalke 04         | Alemania       | 2022-2023 | 31       | 0     |
| Los Angeles Galaxy       | Estados Unidos | 2023-act. | 53       | 3     |

## Palmarés

### Títulos nacionales
| Título              | Equipo             | País           | Año  |
| ------------------- | ------------------ | -------------- | ---- |
| Major League Soccer | Los Angeles Galaxy | Estados Unidos | 2024 |

### Títulos internacionales
| Título        | Equipo             | País  | Año  |
| ------------- | ------------------ | ----- | ---- |
| Copa Asiática | Selección de Japón | Catar | 2011 |